# Storkallegrund
Storkallegrund var ett finländskt] fyrskepp på grundområdet med samma namn i Södra Kvarken utanför Korsnäs, som år 1957 ersattes av en lysboj.
Fartyget byggdes på Viborgs Mekaniska Verkstad år 1879. Hon var försedd med en kompoundångmaskin med två koleldade ångpannor och en fyrapparat från Barbier et Fenestre i Frankrike.
Fyrapparaten, som bestod av tre rovoljeeldade lampor med var sin trumlins, var uppbyggd runt masten och förvarades i däckshuset under dagtid. En spjälballong var hissad när fyrskeppet låg på sin position från maj till november. Under vintern låg hon i Brändö hamn i Vasa.
Fyrapparaten ersattes med en acetylendriven klippljusapparat från Aga på 1920-talet och på 1930-talet ersattes den ångdrivna mistluren av en eldriven Nautofon.
Efter avslutad tjänst byggdes Storkallegrund om till lastfartyg under namnet Österö och 1989 kom hon till Vasa och blev  restaurang.